# Vulkanci
Vulkanci su humanoidna vrsta podrijetlom s planeta Vulkan u sustavu 40 Eridani. 
Vulkanci su prije 2000 godina bila vrlo nasilni i ratoborni, sve dok njihov najveći filozof Surak nije postao popularan sa svojom filozofijom da je jedini spas od uništenja odrješenje od osjećaja. Nakon krvavog građanskog rata u 4. st. pr. Kr. između Surakovih pristaša i protivnika, na Vulkanu je konačno zavladalo blagostanje i mir. Slijedio je dug proces obnove društva i odrješenje od osjećaja koji umalo da nisu upropastili njihovu civilizaciju. Surakovi protivnici odselili su se s Vulkana, kasnije će oni biti poznati kao Romulanci.
Nakon 1000 godina oporavka, Vulkanci su krenuli u istraživanje svemira. Sredinom 1950-ih su počeli nadgledati razvoj ljudi i njihovo otisnuće prema zvijezdama. To je bilo i razdoblje kada su stupili u prvi kontakt s Andorijancima. Prvi kontakt je bio obećavajući, ali je stanje uskoro eskaliralo u hladni rat dug 200 godina.
Povijesni trenutak za ljude je bio 2063. godine, kada su Vulkanci stupili s njima i prvi kontakt kod mjesta Bozeman u Montani, SAD. Vulkanci su pomogli ljudima u izgradnji društva, razorenog nakon 3. svjetskog rata. 
U međuvremenu se između Vulkanaca i Andorijanaca dogodilo nekoliko incidenata u vezi planetoida Weytahna. Vulkanske snage su 2054. okupirale planetoid, ali je sporazum dogovoren 2097. odredbom da planetoid ostane neutralan.